# Ullungen
Ullungen är en sjö i Ovanåkers kommun i Hälsingland och ingår i Ljusnans huvudavrinningsområde. Sjön är 6 meter djup, har en yta på 1,09 kvadratkilometer och befinner sig 154,1 meter över havet. Sjön genomlöps av Ullångsån (Kyaån).

## Delavrinningsområde
Ullungen ingår i det delavrinningsområde (680856-150026) som SMHI kallar för Utloppet av Ullungen. Medelhöjden är 167 meter över havet och ytan är 3,48 kvadratkilometer. Räknas de 15 avrinningsområdena uppströms in blir den ackumulerade arean 165,94 kvadratkilometer. Ullångsån (Kyaån) som avvattnar avrinningsområdet har biflödesordning 3, vilket innebär att vattnet flödar genom totalt 3 vattendrag innan det når havet efter 92 kilometer. Avrinningsområdet består mestadels av jordbruk (24 procent). Avrinningsområdet har 1,05 kvadratkilometer vattenytor vilket ger det en sjöprocent på 30,1 procent. Bebyggelsen i området täcker en yta av 1,02 kvadratkilometer eller 29 procent av avrinningsområdet.